# Марія Постойко
Марія Постойко (рум. Maria Postoico; нар. 4 квітня 1950, Городище, Дондушенський район — 11 вересня 2019) — молдавський політик, голова парламентської фракції Партії комуністів Республіки Молдова. Член Венеційської комісії (2001—2005).

## Біографія
Народилася 4 квітня 1950 в селі Городище Дондушенського району Молдови. 1978 закінчила юридичний факультет Державного університету Молдови. З 1998 є депутатом Парламенту Республіки Молдова від комуністів. 31 березня 2005 обрана заступником голови парламенту. У травні 2009 обрана на пост голови фракції ПКРМ у парламенті, та переобрана 4 вересня 2009.